# Roman Vitaljevics Moncsenko
Roman Vitaljevics Moncsenko, oroszul: Роман Витальевич Монченко (1964. augusztus 9. – 2020. január 2.) olimpiai bronzérmes orosz evezős.

## Pályafutása
Az 1992-es barcelonai olimpián az egyesített csapat tagjaként vett részt és kormányos nélküli négyesben a negyedik helyen végzett. Az 1996-os atlantai olimpián orosz színekben bronzérmes lett társaival a nyolcas versenyszámban.

## Sikerei, díjai
- Olimpiai játékok – nyolcas
  - bronzérmes: 1996, Atlanta